# Rémi Maréval
Rémi Maréval est un joueur de football français, né le 24 février 1983 à Domont. Il évolue au poste de latéral gauche.

## Biographie
Après avoir fait ses gammes au club d'Ézanville Val d'Oise, puis à Chantilly dans l'Oise, Rémi Maréval part pour le centre de formation du club phare du département : l'AS Beauvais. Il est lancé dans le monde pro par Jacky Bonnevay en 2001-2002 alors que le club joue la montée en Ligue 1 et signe un contrat professionnel dans la foulée.
Cependant, c'est réellement en 2002-2003 avec l'arrivée de Baptiste Gentili que Maréval obtient sa place de titulaire en Ligue 2 allant même jusqu'à marquer son premier but pro. Hélas, le club descend en National et Rémy subit les mauvais résultats et changement d'entraîneur, et ne joue que très peu. En outre, Beauvais finit dernier du championnat, alors qu'il était favori à la montée en L2, et Maréval est libre à cause de la perte du statut pro du club via la descente en CFA.
Sans club un temps, il fait un passage éclair à Oldham Athletic Association Football Club en Angleterre, mais ne joue pas et retrouve le National lors de la venue de son ancien entraîneur de Beauvais (Baptiste Gentili) au Gazélec Football Club Olympique Ajaccio. Avec une saison pleine et de bons résultats collectifs, le joueur est suivi par des clubs plus huppés.
C'est ainsi qu'il rejoint en 2005-2006 l'ambitieux club du Tours Football Club, avec lequel il monte en Ligue 2.
La saison d'après est plus difficile, et le club finit largement dernier de deuxième division.
Après une saison 2006-2007 (mis à l'écart en janvier par l'entraîneur Albert Falette), Rémi Maréval se retrouve en fin de contrat, et reste quelques semaines au chômage, s'entraînant avec l'UNFP.
Le 9 juillet 2007, il signe un contrat d'un an avec le FC Nantes alors en L2. Depuis son premier match face à Reims lors de la première journée, Maréval est devenu un joueur titulaire du FC Nantes. Il a contribué à la remontée du FCN en distillant de nombreuses passes décisives et contribue à faire remonter le club en Ligue 1. Lors du match opposant le FC Nantes à l'Olympique de Marseille, le 29 octobre 2008, il marque un somptueux but de 35 mètres dans la lucarne de Steve Mandanda. Mais ce but d'anthologie ne suffira pas à faire maintenir le FCNA en Ligue 1.
Le retour en L2 est difficile, mais il parvient lors de FC Nantes - Nîmes Olympique (8e journée de L2 le 26 septembre 2009), à ouvrir le score grâce à un but marqué à la 8e seconde du match, un dégagement de plus de 65 mètres dont le rebond trompe Nicolas Puydebois. En interview, il déclarera avoir voulu envoyer le ballon en avant sur l'aile gauche et avoir eu de la réussite. C'est désormais le but le plus rapide de l'histoire de la Ligue 2. Il succède alors à son ancien coéquipier Gregory Thil, qui lors de leur passage à AS Beauvais avait inscrit le but le plus rapide de la division (14 secondes).
Après les limogeages de Gernot Rohr et de Jean-Marc Furlan, il retrouve son ancien entraîneur à l'ASBO Baptiste Gentili. Mais les retrouvailles sont plus difficiles car le joueur voit son temps de jeu se réduire.
Il tente alors de rebondir à l'étranger et en août 2010, il signe au club belge de SV Zulte Waregem pour deux saisons plus une en option. Après une quarantaine de matchs et de bonnes prestations il rejoint en janvier 2012, La Gantoise pour 3 ans et demi. Joueur indiscutable, il connaît en 2013/2014 une saison plus compliquée lorsque Mircea Rednic arrive au poste d'entraîneur.
Il tente à l'hiver 2014 une aventure "exotique" et s'envole pour le championnat israélien et le non moins populaire club du Maccabi Tel-Aviv FC. Le joueur participe au 16e de finale de Ligue Europa (éliminé par le FC Bâle) et remporte le titre de champion d'Israël. Les conflits armés dans le pays retarde sa prolongation de contrat, si bien qu'il se retrouve au chômage lorsque l'entraîneur Paulo Sousa s'exile d'Israël part pour le FC Bâle.
Après six mois sans activités, il retrouve une autre destination exotique atypique avec la Hongrie, et un autre cador local : le Videoton Football Club avec lequel il rafle une fois encore le championnat national en ne jouant que 11 minutes de match. Un titre qui lui permet de participer aux deux matchs du tour préliminaire de la Ligue Europa en 2015/2016 contre le Lech Poznań (2 défaites 3-0 ; 1-0).
Sans club à l'été 2016, il s'entraîne avec l'équipe de l'UNFP. Malgré des essais au FC Chambly et à Châteauroux, le joueur ne parvient pas à trouver un club.
En janvier 2017, il est sélectionné en équipe de France militaire pour la Coupe du monde.

## Palmarès
- Champion de Nemzeti Bajnokság I en 2015
- Champion de Ligat Toto en 2014
- Vice Champion de Ligue 2 en 2008

## Statistiques
- 31 matchs et 1 but en Ligue 1
- 127 matchs et 4 buts en Ligue 2
- 77 matchs et 1 but en National
- 82 matchs et 10 buts en Division 1A
- 8 matchs et 1 but en Ligat Toto
- 5 matchs en Nemzeti Bajnokság I[9]